# Odómetro

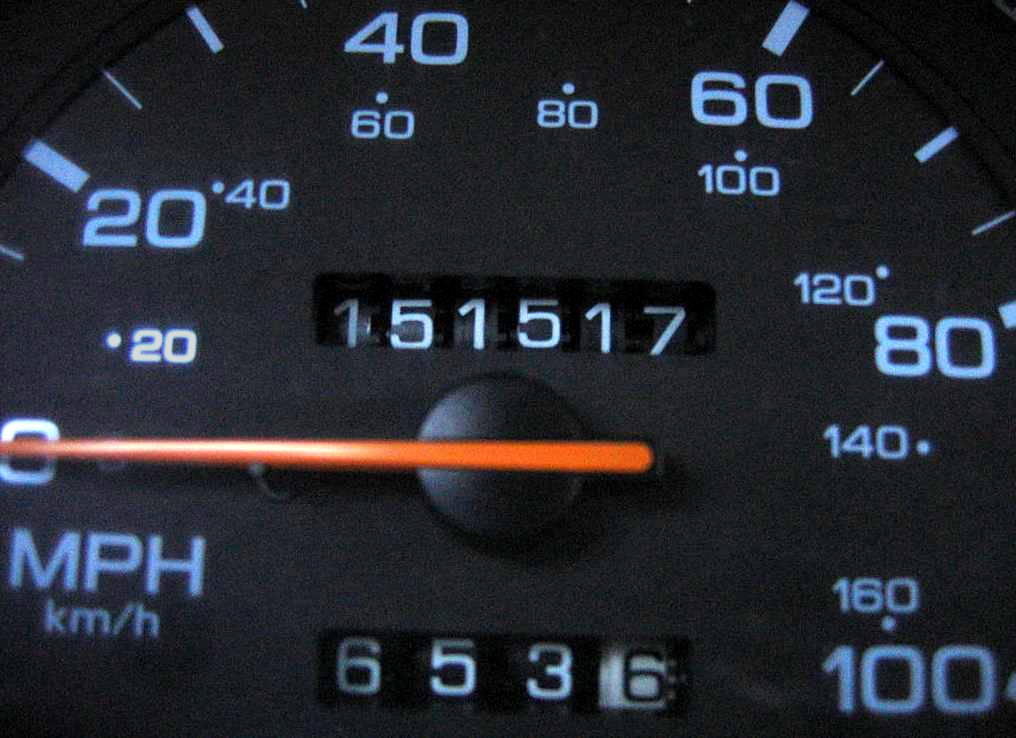
Odómetro mecánico.

Un odómetro (del griego ὁδός hodós «camino» y μέτρον métron «medida»), coloquialmente también cuentakilómetros, es un instrumento de medición que calcula la distancia total o parcial recorrida por un objeto o cosa en la unidad de longitud en la cual ha sido configurado (metros, millas). Su uso se ha generalizado debido a la necesidad de conocer distancias, calcular tiempos de viaje o consumo de combustible.
La referencia más antigua apunta a Arquímedes como su inventor, que en la antigüedad diseñó varios tipos de odómetros cuya finalidad abarcaba varios usos militares y civiles. El primero en describir cómo construir un odómetro, aunque sin declarar que fuese su inventor, fue el arquitecto romano Vitruvio en su obra De architectura en el siglo I a. C.

## Características

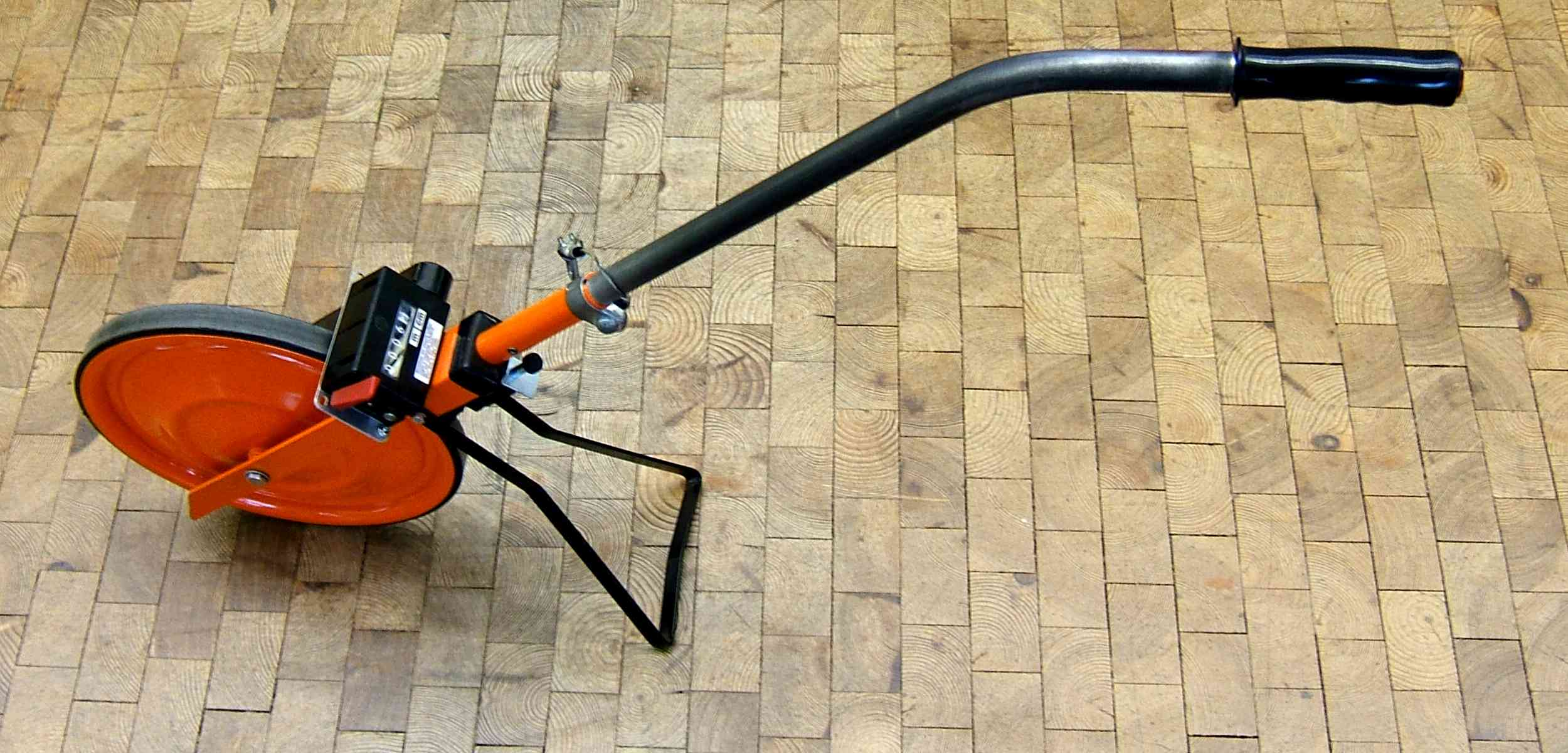
Odómetro de rueda.

Un odómetro es un dispositivo que generalmente consiste de una rueda encastrada en un engranaje calibrado con precisión, y puede ser independiente (instrumento aislado) o estar incorporado a un vehículo; al contar las vueltas que hace la rueda se calcula la distancia recorrida.

En los vehículos están constituidos por una serie de ruedas que muestran los números por una ventanilla. En el caso de los automóviles suelen venir conjuntamente con el velocímetro. Pueden tener totales (kilómetros desde que se fabricó), parciales (desde la última vez que se puso en cero) o ambos. Y aunque la información se despliegue en panel digital, el dispositivo o su mecanismo sigue siendo mecánico.
También los hay para bicicletas, y de tipo "personales" (un sensor percibe los pasos dados y hace una "estimación").

## Usos
- Tránsito vehicular: Calcular rendimiento de combustible.
- Seguridad vial: Estimar velocidad por marcas de frenado.
- Agrimensura: Medición de perímetros.
- Industria: Tendido de cables o cañerías.
- Ergometría: Diseño de espacios de trabajo.